# Jarnhitin
 (juin 2024).
Jarnhitin (VIIIe siècle - 826) est un machtiern du Broërec. Lui et sa famille forment une dynastie locale qui apparait à de nombreuses reprises dans les chartes du cartulaire de Redon.
Par le fait d'une notice de ce cartulaire, datée de 813, Jarnhitin a parfois été considéré à tort comme un roi breton.

## Anthroponymie
Pour citer Jarnhitin, les historiens utilisent plusieurs variantes d'orthographe changeant la position du "h" ou remplaçant le "J" par un "I" :
- pour citer Jarnhitin parmi ses frères et sœurs dans la charte no 53 du cartulaire de Redon, Aurélien de Courson écrit Iarnhitin et Jarnhitini[AdC 1], et Gilles Déric écrit Jarnithin[GD 1].
- pour citer Jarnhitin, roi, dans la notice no 135 du cartulaire de Redon, A.de Courson écrit « regnante Iarnhitino et Uuido comite »[AdC 2], le même A.de Courson écrit « Jarnithin roi suprême armoricain »[ADC 1]. Arthur de La Borderie écrit Jarnhitin ou regnante Jarnhitino, Wido comite[ADLB 1].
- pour citer Jarnhitin, machtiern et prince, dans la notice no 267, A. de Courson écrit Jarnhitin ou Jarnithin[AdC 3],[1]. Pour cette même notice Jean-Christophe Cassard écrit Iarnhitin[JCC 1].

### Anthroponymie
Comme de nombreux anthroponymes notés dans le cartulaire de Redon pour cette période, le nom propre de Jarnithin semble être formé de deux termes en vieux-breton relatifs aux qualités guerrières :
- Iarn, forme archaïque pour « fer ».
- Uuethen, pour « combat ».

## Biographie

### Sous le règne de Charlemagne
La date de naissance de Jarnhitin est inconnue. Il vit au début du IXe siècle, à l'époque de Charlemagne, et exerce sa charge de machtiern dans le Vannetais oriental. Il réside en la villa Lisbedu « la cour du bouleau », probablement située en Ruffiac ou en Pleucadeuc, dans l'actuel Morbihan,,.
Dans la hiérarchie sociale de la Bretagne carolingienne, Jarnhitin fait partie des élites aristocratiques. Il possède une collection de plous de grande étendue : Carentoir, Molac, Pleucadeuc, Ruffiac, situées dans le Vannetais oriental. Une véritable principauté centrée sur une partie du bassin de l'Oust, selon A. de la Borderie, qu'il gouverne avec ses fils Portitoe et Wrvili.
Depuis le temps des Mérovingiens, les Francs essaient d'intégrer la Bretagne armoricaine à leur royaume. Dans le pays vannetais, leurs succès marqués par un serment de fidélité ou des traités de paix sont limités et éphémères.
En 799, le comte franc carolingien Guy de Nantes, préfet et marquis de la marche de Bretagne, profite de la mésentente et de la division persistante des Bretons pour conquérir toute la Bretagne. Après cette conquête, le comte Guy réside à Vannes, la meilleure place militaire pour tenir en bride les Bretons. En 800, les chefs bretons, vaincus et porteurs de dons, sont présentés à Charlemagne à Tours et celui-ci agrée leurs dons. En fait, de 753 à 830, les Bretons réduits à la défensive par les Carolingiens n'ont le choix qu'entre révoltes et soumissions feintes, et se partagent alors entre deux partis : celui de la réunion des forces sous l'autorité d'un chef de guerre et celui d'un accommodement avec les Francs qui laisse le pouvoir à la noblesse locale. Après 799, Charlemagne tente d'installer son administration en Bretagne. Ayant choisi les machtierns comme interlocuteurs, Charlemagne confie des charges à certains Bretons comme le machtiern Jarnithin.

### Sous le règne de Louis le Pieux
Les victoires des Francs carolingiens sur les Bretons en 799 et 811 n'ont pas été décisives : l'année du concile de Tours de 813 se termine en Bretagne avec un acte foncier du 30 décembre 813, dans lequel une expression, qui aura fait couler beaucoup d'encre chez les érudits, indique que Jarnhitin "règne",.
Cet acte foncier est enregistré comme notice no 135 dans le cartulaire de Redon. La date de cette notice a été discutée et proposée par A. de La Borderie en 1864 dans son Examen chronologique des chartes du cartulaire de Redon ; il est l'unique document rapportant ce règne, : « Juduuallon a donné à Iamcon pour une part de la terre qu'on appelle Roetanau, et pour la moitié d'Eusigird et les trois hommes qui sont dessus : Tiamoc et ses fils Couualin et Uuorethemel. Fait dans le lieu dit, écrit par Lathoiamus. »
Suivent les témoins et acteurs de la charte : « in ipso anno quo emisit spiritum Karolus imperator, régnante Jarnhitino, et Wido comite ». Wido est Gui II, comte franc du pays vannetais,.
Charlemagne meurt le mois suivant, le 28 janvier 814, 3 ans après les destructions civiles et religieuses de son expédition en Bretagne armoricaine de 811. Louis le Pieux en avait condamné la cruauté et réparé le tort fait aux églises,,.
En 1707, l'historien breton et moine bénédictin, Dom Lobineau, annonce le règne de Jarnhitin avec précaution : « Tant de malheureux succes, tant de pertes, firent enfin concevoir aux Bretons que leur faiblesse estoit une suite necessaire de leur division… Il est à croire que toutes leurs animosites particulieres cederent à l'interest du bien public, & qu'ils élurent celui d'entre eux qu'ils crurent le plus capable de rendre à la nation son ancienne liberté. Du moins trouve t-on que Jarnhitin règnait en Bretagne en 814. »
En 1750, Dom Morice, historien et moine bénédictin, ainsi que le prêtre historien Gilles Déric en 1789 reprennent l'annonce de leur prédécesseur mais sans le doute : pour Dom Morice : « En 814, les Bretons conçoivent enfin que leur faiblesse est une suite de leur division, et qu'ils seront toujours vaincus tant que la bonne intelligence ne règnerait pas parmi eux. Leurs animosités particulières cédant à l'intérêt public, les Bretons défèrent leurs autorités souveraine à Jarnithin. », et pour G. Deric : « Les princes bretons avaient enfin conçu qu'une des causes de leur défaite prenait sa source dans leur division. Ils résolurent de ne plus partager l'autorité. Elle fut déférée à Jarnithin (en 814). »
En 1814, Jean-Baptiste Delaporte annonce simplement que « Charlemagne mourut le 28 janvier 814, et les Bretons élurent pour leur souverain, dans la même année, Jarnithin, comte de Léon. » mais que « ce prince ne régna que 4 ans. »
En 1859, Pierre-Michel-François Chevalier considère Jarnhitin comme un roi élu, mais en apportant son explication quant à la signification du titre de roi breton : contrairement à son sens moderne, en Bretagne armoricaine le titre de roi « s'appliquait vaguement à tout chef supérieur, sans distinction de degré, ni d'attribution. Nous verrons Conan Meriadek, Gradlon, Budik, Jarnhitin, Morvan, Guyomarc’h, Nominoé, etc., investis de la royauté suprême en Armorique… ; mais la plupart des chefs qu’on a gratifiés du titre de roi de Bretagne n'étaient que des comtes de Léon, de Vannes, de Cornouailles ou de Nantes. De là l'inextricable confusion de cette histoire des rois de Bretagne. ».
En 1864, A. de Courson, seul, le présente comme un chef militaire : « Et, en effet, l'année même où mourut le grand empereur fut signalée par la révolte de Jarnithin, prince du Broerech, auquel, selon l'usage, le commandement suprême des troupes avait été décerné. » et « L'histoire de la Bretagne continentale offre plus d'un exemple de ces élections de généralissimes… et toutes les chroniques de France racontent l'élévation de Jarnithin et de Morvan à cette haute dignité, sous les premiers Carolingiens. »
En 1864, A. de La Borderie le place dans sa liste des rois bretons reconnus : « Les princes d'origine bretonne qui ont exercé en Bretagne la puissance souveraine et que nous trouvons mentionnés dans les chartes de Redon sont Jarnhitin, Morvan, Nominoé, Erispoé… » Mais auparavant, en 1853, il s'interrogeait aussi sur la réalité de ce règne : « Mais y avait-il en lui l'étoffe d'un roi de Bretagne ? Cela semble douteux. Aussi n'est-il nullement sûr qu'il ait voulu ou qu'on ait voulu le faire régner sur toute la Bretagne. ».
En 1883, Joseph Loth place les machtierns, princes héréditaires, comme Jarnhitin « au-dessous du roi ou plutôt à côté de lui ». Au Pays de Galles, comme en Bretagne armoricaine, ils sont « de véritables petits rois ».
En 1886, Jacques Flach le présente ainsi : « Il devait être le chef du plou où l'acte était passé. Toutefois, la formule générale qui lui est appliquée dans une charte de 814 (…), semble bien indiquer, sinon une royauté, du moins un principat breton, précurseur de celui qui fut reconnu par Louis le Débonnaire à Nominoe. ».
Ferdinand Lot, en 1907, écrit sur le règne de Jarnhitin : « Je ne crois pas, moi non plus, que dans la charte CXXXV, p. 108 « regnante Jarnhitino » implique que ce personnage était roi… Je pense qu'il gouverna un court espace de temps l'Armorique, en totalité ou en partie, et naturellement comme missus de l'empereur Louis. »
Les historiens modernes ne considèrent plus Jarnhitin comme un roi de Bretagne du fait de cette mention.

### Jarnithin prend place dans l’Histoire
Dans la table généalogique des rois, comtes et ducs de Bretagne de Dom Morice en 1750, Jarnhitin est le dernier roi légendaire de la Bretagne armoricaine. Et selon le même Dom Morice, Jarnhitin est aussi le premier roi de Bretagne avant Morvan en 818,.
Le gaulois, le brittonique, le breton sont des langues de culture orale. Au IXe siècle encore en Bretagne armoricaine, les paroles devant témoins constituent un engagement ferme pour un marché valable ou une donation parfaite sans aucune écriture. Selon André Chédeville et Hubert Guillotel, la tradition orale peut conserver sans transformations majeures le souvenir d'évènements passés et de leurs protagonistes. A. de Courson donne en exemple la romanité légendaire de la ville de Morlaix en Bretagne avérée par l'archéologie du XIXe siècle.
Mais les écrits en Bretagne armoricaine jouissent aussi d'un grand prestige social. Par nécessité administrative, Charlemagne et son fils et successeur Louis le Pieux encouragent l'usage systématique de l'écriture. Les actes publics sont dressés par ceux qui savent les composer et les écrire : le plus souvent par des clercs, des abbés, des moines. Et, à cette époque, les papes accroissent leur puissance temporelle et se livrent à la propagation de la religion chrétienne.
La notice no 135 informant que Jarnhitin règne déjà fin 813, est une des chartes et notices établies dans la région de Redon du VIIIe au XIIe siècle et recopiées dans le cartulaire de l'abbaye de Redon. Marcel Planiol et Jean-Christophe Cassard font remarquer que ces chartes ou notices, avec les actes fonciers et les témoins qu'elles contiennent, sont en fait des preuves pré-constituées en vue de procès futurs.
De cette notice no 135, A. de la Borderie déduit une situation historique : « À côté du chef breton, dont le règne atteste à coup sûr une rébellion plus ou moins grave contre l'autorité impériale, elle nomme et place le comte Gui (Wido) agent de cette dernière : soit qu'à un certain moment il y ait eu entente ou compromis entre le comte franc et le chef breton… chefs dont l'autorité était reconnue par chacun des deux partis. ». Pour le même A. de la Borderie, Jarnhitin représente la volonté des Bretons d'être une nation et de se donner un souverain digne de l'ancien Waroch.
Le cartulaire de Redon sera constitué à partir de la fin du XIe siècle. Mais les années suivant l'existence de Jarnhitin, les raids vikings détruiront les lieux de conservations des annales locales. L'abbaye de Redon sera notamment détruite par les Normands à l'époque de Salomon dans les années 860. Les moines et notables locaux prenant la fuite vers la Bretagne insulaire ou vers les royaumes de la Francie emporteront avec eux des documents historiques,,. Finalement la notice n°135 du cartulaire de Redon est le seul document rapportant le règne de Jarnhitin,.
A son époque, Jarnhitin est un des plus puissants machtierns de la Bretagne armoricaine. Dans d'autres chartes du cartulaire de Redon, il donne des terres à des compatriotes et les autorise à les défricher,.

### Jarnhitin et le christianisme
Dans le no 267 du cartulaire de Redon, daté des années 800 à 820, Worwelet demande à Jarnhitin, machtiern, un endroit pour faire pénitence de ses péchés. Jarnhitin, en tant que machtiern et propriétaire, lui donne un lieu nommé Rosgal (ou Botgarth) avec l'autorisation de défrichement et fondation d'un ermitage. Worwelelt venant à mourir, son fils Worworet demandera à Iarnhitin la jouissance de l'ermitage construit par son père à Rosgal (aujourd'hui Roga en Saint-Congard),. Ce même acte indique cite Doitanau en qualité de chapelain attaché à la maison de Jarnhitin.

## Succession de Jarnhitin, famille, décès

### Famille et descendance
La dynastie du machtiern Jarnhitin se perpétue à travers ses deux fils Portitoë et Wrbili, machtierns eux aussi, et ensuite par ses petits-fils jusque vers 875,,.
Jarnhitin et ses fils sont présents dans le no 146 du cartulaire de Redon de l'an 821, 3 ans après le départ de Louis le Pieux devant Morvan : « III anno postquam… …ante Morman, — regnante Ludivico imperator, Jarnhitin machtiern,et filius Potitoë et Wrbili, Widone comite, Winhaellhoc episcopo… 3 Fev. 821. »,.
En 834, son fils Portitoë offre aux moines de Redon de prendre possession de Rosgal pour en continuer le défrichement. En 820, Jarnhitin a permis à Worwelet et son fils Worworet d'en commencer le défrichement. Comme Jarnhitin, Portitoé remplit aussi la fonction de vassi dominici auprès de Louis le Pieux.
Un des petits-fils de Jarnhitin et fils de Portitoé portera aussi le nom de Iarnhitin ou Jarnhitin. Il est cité en 843 au no 143 des chartes du cartulaire de l'abbaye de Redon. Il vit à l'époque d'Erispoé et de Salomon, rois de la dynastie de Bretagne,.
La charte no 53 du cartulaire de Redon datée de 846 cite Branoc, Iarnhitin, leur sœur Driken et d'autres de ses descendants, en tant que vendeur de biens fonciers,. Cette charte est en concordance avec la généalogie de Jarnhitin annoncée par Dom Morice et G. Deric dans leurs histoires ecclésiastiques de Bretagne : « Je croirois assez volontiers qu'il auroit eu pour épouse Dritken sœur de Branoé & de Jarnithin, & mère de cet Alveus & de Judith… » pour P.-Y. Morice et : « Driken étoit sœur de Jarnithin et de Branoc. Bri ou ri, roi, prince ; ken, origine, extractions : issue de roi ou de prince. De Driken sortirent Alveus et Judith… » pour G. Deric.

### Décès
La date du décès de Jarnhitin est incertaine. Selon Joël Cornette, dans son Histoire de la Bretagne et des Bretons en 2008, Iarnithin meurt entre 821 et 826. Selon J.-C. Cassard et André Chédeville, la date du décès de Iarnithin se situe autour de 825,.